# Riekiella murilla
Riekiella murilla är en tvåvingeart som beskrevs av Kelsey 1987. Riekiella murilla ingår i släktet Riekiella och familjen fönsterflugor. Inga underarter finns listade i Catalogue of Life.